# 全ての男性は小児性愛者か?
『全ての男性は小児性愛者か?』（すべてのだんせいはしょうにせいあいしゃか、Are All Men Pedophiles?）は、ヤン＝ヴィレム・ブリュラによる2012年のドキュメンタリー映画。

## 大要
このドキュメンタリーは、製作者が「小児性愛ヒステリー」と見なすものを掘り下げており、男性に対する「魔女狩り」が存在していると主張している。また、子供の保護を建前に、社会は男性を隔絶させ始めたと主張している。この映画は、全ての男性が潜在的な小児性愛者と見なされていることを指摘し、その仮定の政治的及び社会的影響を調査している。
この映画のキャッチフレーズは「18はただの数」であり、全ての男性が10代の若者に魅力を感じるヘベフィリアであるという主張をしている。この映画は、社会がヘベフィリアと、思春期前の子供にしか性的魅力を感じない真の小児性愛を区別する必要があると述べている。
このドキュメンタリーは、神経科学者、心理学者、性科学者、モデルスカウトを含む複数の専門家にインタビューし、文化的及び専門的な観点から小児性愛を考察している。
出演者には、神経科学者のディック・スワーブ、法心理学者のコリーネ・デ・ロイテル、国際的なモデルブッカーのジンナ・ルー・ドミノ、慈善・自由・多様党の元報道官であるマルティン・ウイテンボハルドが含まれている。

## 広報
この映画のポスターの一つは、14歳少女のモデルを起用し、「私は魅力的だと思う？」というキャッチフレーズを表示している。ブリュラは、「問題に対峙する」ために若いモデルを採用したと述べ、平均的な男性にとって「彼女は魅力的である」と言い添えた。